# Pont de Castellciutat
El Pont de Castellciutat és un pont situat entre la Seu d'Urgell i Castellciutat a l'Alt Urgell, inclòs a l'Inventari del Patrimoni Arquitectònic de Catalunya.

## Descripció
El Pont de Castellciutat, actualment tot nou al mateix lloc de l'antic, està format per un petit arc per on hi passa la carretera de dos carrils (1 per sentit) i 2 arcades planes molt altes, sobre el riu Valira. Es baixa de Castellciutat per un caminet, tot seguit es travessa per un pont de pedra i en 8 minuts trobem un bonic passeig a l'arribar a la ciutat de la Seu d'Urgell.